# Perséphone (Gide)
Pour les articles homonymes, voir Perséphone (homonymie).
Perséphone, également intitulée dans ses premières versions Proserpina, est une pièce de théâtre d'André Gide. L'œuvre est, dès sa création le 30 avril 1934 à l'opéra de Paris, orchestrée par Igor Stravinsky pour un ballet classique mis en scène par Jacques Copeau, chorégraphié par Kurt Jooss, dans un décor et des costumes d'André Barsacq.

## Écriture, création et parution de la pièce
La pièce est une commande de la mécène russe, émigrée en France, et ancienne danseuse Ida Rubinstein à l'auteur.
La création de la Perséphone s'est déroulée dans un climat de tensions entre l'auteur et le compositeur : Igor Stravinsky souhaitant que le texte s'adapte à sa musique, Gide soutenant que le texte doit se suffire à lui-même. L'intransigeance des deux artistes n'empêchera pas l'aboutissement du projet, mais chacun critiquera le travail de l'autre ; André Gide finissant toutefois par accorder, plus tard, un jugement positif sur la musique. La mise en scène de Jacques Copeau, commanditée par Ida Rubinstein sur les conseils de Gide, est associée à une scénographie d'André Barsacq. 
Stravinsky, Copeau et Barsacq s'entendent pour une approche « religieuse » de la pièce, dont les excès n'enthousiasment pas le dramaturge qui critique également le décor unique, le statisme du chœur et le peu d'imagination des passages dansés chorégraphiés par le jeune chorégraphe allemand Kurt Jooss. En profond désaccord sur les choix artistiques pour la création, André Gide décide de s'éloigner du projet tant lors des répétitions que lors de toutes les représentations auxquelles il n'assistera pas, réalisant divers voyages à l'étranger (à Syracuse, dans le Tyrol, et à Londres) durant cette période.
Le ballet théâtral est créé à l'Opéra de Paris le 30 avril 1934 pour trois représentations.
La première version définitive paraît en prépublication dans La Nouvelle Revue française de mai 1934 sous la mention « mélodrame » avant de paraître la même année aux éditions Gallimard.

## Argument
Perséphone découvre dans le calice d'un narcisse les ombres errantes aux Enfers. Prise de pitié, elle décide de s'unir à Hadès pour aider ces âmes malheureuses et laisse sa mère Démeter seule sur Terre.

## Mises en scènes notables
Cette pièce, malgré son abandon par l'auteur, est remise en scène un grand nombre de fois, en France et dans le monde, sous différentes formes allant de la version intégrale, à l'oratorio ou des adaptations pour la radio.

## Éditions
- Éditions Gallimard, 1934 ; rééd. coll. « Théâtre », 1942
- Bibliothèque de la Pléiade, tome I des œuvres complètes, éditions Gallimard, 2009,  (ISBN 978-2-07-011780-2).